# 花尾雙珠螺
花尾雙珠螺（学名：Mastonia peanites）为左錐螺科雙珠螺屬下的一个种。